# Heliothea iliensis
Heliothea iliensis là một loài bướm đêm trong họ Geometridae.